# Dragan Umičević
Dragan Umičević (* 9. Oktober 1984 in Bosanska Dubica, SFR Jugoslawien) ist ein ehemaliger schwedischer Eishockeyspieler bosnischer Herkunft, der seit zuletzt beim Södertälje SK in der HockeyAllsvenskan unter Vertrag stand.

## Karriere
Dragan Umičevićs Familie übersiedelte nach Schweden, als er vier Jahre alt war und hier begann er als Kind beim Eishockeyverein von Köping dem IK Westmannia bzw. dessen Nachfolgeverein dem Köping HC mit dem Eishockeyspielen. In der Jugend wechselte er dann zum Södertälje SK, ein Verein, welcher zu diesem Zeitpunkt in der höchsten Eishockeyspielklasse Schwedens (Elitserien) aktiv war. Im Jahr 2003 wurde Umičević von den Edmonton Oilers für die NHL an 184 Position in der 6 Runde gedraftet. Obwohl er von einer Karriere in der NHL träumt, wollte er jedoch zu diesem Zeitpunkt nicht nach Nordamerika wechseln, um seine Einsatzchancen für diese Liga zu erhöhen. Nachdem Södertälje nach der Saison 2005/06 in die zweithöchste Spielklasse (Allsvenskan) abgestiegen war, wechselte für die kommende Saison zu Djurgårdens IF. In der Saison 2007/08 spielte er Anfangs beim HK ZSKA Moskau in der KHL, kehrte jedoch nach 9 Spielen (2 Tore) in die schwedische Liga zu Södertälje SK zurück, welche für diese Saison wieder in die erste schwedische Spielklasse aufgestiegen waren. Nachdem er in der Saison 2008/09 der punktbeste Spieler für sein Team Södertälje war, wechselte er für die nächste Saison zum amtierenden Meister Färjestad BK. Nach einer Spielzeit bei den Malmö Redhawks in der zweithöchsten schwedischen Spielklasse, wechselte er für die kommenden 2 Spielzeiten in die höchste finnische Eishockeyliga (Liiga), in welcher insbesondere seine Qualitäten als Torvorbereiter geschätzt wurden.
In der Saison 2014/15 wurde er für den Abstiegskampf vom EHC Biel aus der höchsten Schweizer Eishockeyliga (NLA) verpflichtet und konnte mit 16 Punkten (6 Tore, 10 Assists) in den verbleibenden 15 Spielen zum Klassenerhalt des Vereins beitragen, so dass er auch für die kommende Saison verpflichtet wurde. In dieser konnte der EHC Biel die Play-offs erreichen, jedoch durch die Neuverpflichtung von Tim Stapleton  im Ausländerkontingent der Bieler, war eine weitere Zusammenarbeit mit dem Schweizer Verein nicht möglich. So wechselte Dragan Umičević für die Saison 2015/16 zu den Kölner Haien in die deutsche Eishockeyliga (DEL), bei welchen er wieder, wie in Färjestad, mit seinem Landsmann Per Åslund zusammenspielte. Am 10. Spieltag (11. Oktober 2015) der Saison konnte er im Spiel gegen die Eisbären Berlin sein erstes DEL-Tor erzielen. Mit 42 Punkten war er drittbester Scorer sowie mit 35 Assists bester Vorbereiter der Haie in der Saison 2015/16, trotzdem wurde sein Vertrag nach der Spielzeit von den Kölnern nicht verlängert.
Anfang August 2016 gab Kölns Ligakonkurrent Krefeld Pinguine Umičevićs Verpflichtung bekannt. Er unterschrieb einen Vertrag bis 2018. Insbesondere in seiner zweiten Spielzeit dort, der Saison 2017/18, überzeugte er wieder als Vorbereiter und war mit 31 Vorlagen einer der erfolgreichsten Torassistenten der Liga.
Am 1. Mai 2018 gab der EHC Linz die Verpflichtung des Schweden bekannt. Er unterschrieb einen Zwei-Jahres-Vertrag bis 2020. Im November 2021 verließ Umičević den EHC Linz und kehrte zum Södertälje SK zurück. Nachdem er die Komplette Spielzeit 2022/23 aufgrund einer Verletzung verpasst hatte, beendete er seine Spielerkarriere im August 2023.

### International
Umičević bestritt Länderspiele für verschiedene schwedische Juniorennationalmannschaften – im Jahr 2002 nahm er mit der schwedischen U18-Nationalmannschaften an den Weltmeisterschaften für diese Altersklasse teil. In den Jahren 2006 und 2007 bestritt er insgesamt sechs Länderspiele für die schwedische Eishockeynationalmannschaft.

## Karrierestatistik
(Legende zur Spielerstatistik: Sp oder GP = absolvierte Spiele; T oder G = erzielte Tore; V oder A = erzielte Assists; Pkt oder Pts = erzielte Scorerpunkte; SM oder PIM = erhaltene Strafminuten; +/− = Plus/Minus-Bilanz; PP = erzielte Überzahltore; SH = erzielte Unterzahltore; GW = erzielte Siegtore; 1 Play-downs/Relegation; Kursiv: Statistik nicht vollständig)